# On My Way
«On My Way» (рус. На моём пути) — песня словенского певца Омара Набера, представленная на конкурсе «Евровидение-2017» в Киеве.

## Евровидение
4 декабря 2016 года после прохождения Омаром Набером национального отбора «EMA 2017» стало известно, что он со своей новой песней будет представлять Словению на «Евровидении» в следующем году. 9 мая 2017 года Омар Набер выступал с песней в Киеве в первом полуфинале, однако в финал не прошёл.

## Музыкальный клип
Музыкальное видео к песне было выпущено 2 апреля 2017 года продолжительностью 3 минуты и 35 секунд.

## Композиция
| №  | Название    | Автор(ы)   | Длительность |
| -- | ----------- | ---------- | ------------ |
| 1. | «On My Way» | Омар Набер | 3:00         |

## Позиции в чартах
| Страна              | Высшая позиция |
| ------------------- | -------------- |
| Словения (SloTop50) | 12             |